# George Segal
George Segal (n. 13 februarie 1934, Great Neck⁠(d), North Hempstead⁠(d), New York, SUA – d. 23 martie 2021, California, SUA) a fost un actor american de film, teatru și televiziune. A fost nominalizat în 1966 la Premiul Oscar pentru cel mai bun actor în rol secundar pentru rolul din Who's Affraid of Virginia Woolf? (1966).